# Microcharis annua
Microcharis annua là một loài thực vật có hoa trong họ Đậu. Loài này được (Milne-Redh.) Schrire mô tả khoa học đầu tiên.